# Оксенхэм, София
София Оксенхэм (англ. Sofia Oxenham, род. 1994, Франция) — английская актриса. Известна как исполнительница ролей Тесс Треджиден в телесериале «Полдарк» (BBC One) и Кэрри Джексон в сериале «Экстраординарная» (Disney+).

## Ранняя жизнь и семья
Отец Софии Оксенхэм родом из Австралии, мать — из Англии. Сама София родилась во Франции, её детство прошло в Девоне, а подростковые годы — в Корнуолле. Там она впервые проявила себя как актриса, участвуя в школьных спектаклях и любительских драматических постановках. После двух безуспешных попыток поступить в Королевскую академию драматического искусства переехала в Лондон, где стала работать ассистенткой на съёмочных площадках и подрабатывать детским аниматором. Третья попытка поступления в 2014 году оказалась успешной. София окончила академию в 2017 году, получив степень бакалавра искусств.

## Карьера
София Оксенхэм начинала карьеру со второстепенных ролей в телесериалах «Полдарк» и «Проклятая», также сыграла эпизодические роли в сериалах «Гранчестер», «Доктор Мартин» и «Дракула».
В 2023 году на платформе Disney+ состоялась премьера комедийного сериала «Экстраординарная», где Оксенхэм сыграла одну из основных ролей — Кэрри, подругу главной героини. Суперспособность Кэрри — вызывать души умерших и на время «вселять» их в своё тело. По словам актрисы, роль Кэрри стала для неё первой комедийной ролью. Сериал получил положительные отзывы критиков и был продлён на второй сезон в январе 2023 года. За эту роль София Оксенхэм была номинирована на премию BAFTA TV Awards 2024 в категории «Лучшая женская роль в комедийном сериале».
В 2024 году снялась в документальном мини-сериале «Чрезвычайно королевский скандал» в роли принцессы Евгении Йоркской.

## Фильмография
| Год  | Русское название                | Оригинальное название | Роль              | Примечание                 |
| ---- | ------------------------------- | --------------------- | ----------------- | -------------------------- |
| 2019 | Гранчестер                      | Grantchester          | Лотти             | 1 эпизод                   |
| 2019 | Доктор Мартин                   | Doc Martin            | Элли              | 1 эпизод                   |
| 2019 | Полдарк                         | Poldark               | Тесс Треджиден    | 8 эпизодов                 |
| 2020 | Дракула                         | Dracula               | Сэм               | 1 эпизод                   |
| 2020 | Родственные души                | Soulmates             | Ханна             | 1 эпизод                   |
| 2020 | Проклятая                       | Cursed                | Эйдис             | 5 эпизодов                 |
| 2023 | Экстраординарная                | Extraordinary         | Кэрри Джексон     | Основная роль. 16 эпизодов |
| 2024 | Чрезвычайно королевский скандал | A Very Royal Scandal  | принцесса Евгения | 3 эпизода                  |
| 2025 | Смерть в раю                    | Death In Paradise     | Лиза Балмер       | 1 эпизод                   |

## Награды и номинации
| Год  | Результат | Премия                                           | Категория                                | Сериал           |
| ---- | --------- | ------------------------------------------------ | ---------------------------------------- | ---------------- |
| 2024 | Номинация | Премия Британской Академии в области телевидения | Лучшая женская роль в комедийном сериале | Экстраординарная |